# Samaritan International

Logo von Samaritan International

Samaritan International e. V. (offizielle Schreibweise SAMARITAN INTERNATIONAL) ist ein Zusammenschluss mehrerer nationaler europäischer Hilfs- und Wohlfahrts-Verbände mit Sitz in Köln.

## Geschichte
Der Verein wurde am 11. August 1994 als internationale regierungsunabhängige Organisation durch den Arbeiter-Samariter-Bund Deutschland e.V., den Arbeiter-Samariter-Bund Österreichs, den ASF-Dansk Folkehjaelp (Dänemark) und die Fédération des Secouristes Français-Croix Blanche (Frankreich) gegründet.
Seitdem hat sich der Verband um die Organisationen Asociace Samaritànů České Republiky (Tschechien), Asociácia Samritánov Slovenskej Republiky (Slowakei), Associazione Nazionale Pubbliche Assistenze (Italien), Federatia Samaritenilor Romani (Rumänien), Initiative for Development and Cooperation (Serbien), Landesrettungsverein Weißes Kreuz (Südtirol/Italien), Latvijas Samariesu apvieniba (Lettland), Lietuvos Samarieciu Bendrija (Litauen), Országos Szamaritánus Társaság Szövetsége (Ungarn), Sakartvelos Samariteta Kavshiri (Georgien), Samarytanska Federacja Organizacja Pozarzadowych (Polen), Spilka Samaritian Ukraini (Ukraine) und Žene sa Une (Bosnien und Herzegowina) erweitert.

## Organisation und Struktur
Die 19 Mitgliedsverbände vertreten etwa drei Millionen Mitglieder und bestehen aus 140.000 ehrenamtlichen Helfern sowie 45.000 hauptamtlichen Mitarbeitern. Sie bringen ihre Erfahrungen im Bereich der Sozialen Dienste, des Rettungswesens, der Ersten-Hilfe-Ausbildung und der humanitären Hilfe im Ausland in die gemeinsame Arbeit ein. Auch in der Katastrophenvorsorge und der Entwicklung von internationalen Katastrophenschutzsystemen soll die Zusammenarbeit verstärkt werden. Samaritan International dient der Koordination der Aktivitäten untereinander, der Entwicklung von neuen grenzüberschreitenden Partnerschaften und vertritt die Interessen seiner Mitglieder gegenüber der Europäischen Union. In Fragen der Notfallvorsorge unterstützen die Mitgliedsorganisationen auch praktisch die Entwicklung zu einem vereinten Europa.